# Andoria

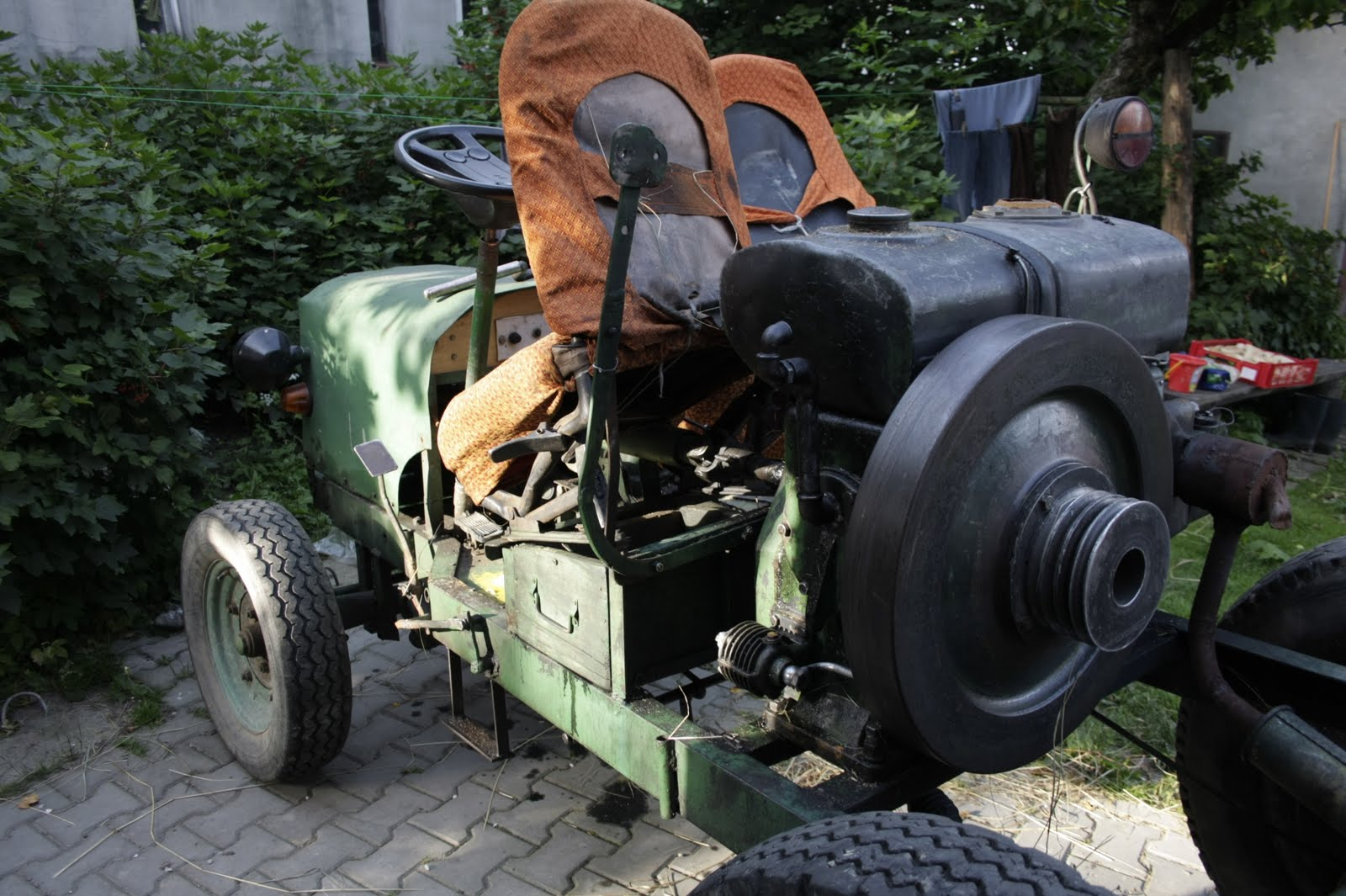
Tractor construit independent folosind motorul S320

Fabrica de Motoare Diesel Andoria S.A. este o companie din Andrychów, specializată în producția de motoare diesel și a componentelor aferente acestora.